# Jean-Baptiste Lemire
Jean-Baptiste Lemire (* 8. Juni 1867 in Colmar; † 2. März 1945 in La Flèche, Département Sarthe) war ein französischer Komponist.

## Leben
Jean-Baptiste Lemire wurde am 8. Juni 1867 in Colmar als Sohn des Maurers Jean-Baptiste (1844–1909) und der Schneiderin Anne-Marie Sarter (1848–1924) geboren. Nach der Niederlage im Deutsch-Französischen Krieg 1871 übersiedelte die Familie nach Montbéliard. Lemiere arbeitete ab 1883 als Schlosser in Belfort, 1888 trat er dann in die Armee ein.
Er verpflichtete sich als Freiwilliger in der Marine und diente dort als Tambourmajor. Er machte Dienst auf der „Dubourdieu“, die in den Jahren von 1889 bis 1891 eine Weltreise unternimmt. Er nahm mit der kolonialen Infanterie am Madagaskar-Feldzug (1897–1899) teil. Lemire stieg zum Kapellmeister auf und nahm am Tonkin-Feldzug teil. 1902 quittierte er den aktiven Dienst und wurde erster Flötist des städtischen Orchesters von Biarritz.
Lemire arbeitete als Kapellmeister der Musique l'Espérance von Morez, als Leiter des Grand Théâtre von Lyon und als Leiter der Union Musicale von Amplepuis (Rhône). 1917 ging er wieder nach Lyon, 1919 dann nach Colmar.
1935 wurde er mit dem Militärorden von Madagaskar ausgezeichnet und in den Rang eines Ordensritters von Anjouan des Comores erhoben. Von 1935 bis 1945 lebte er in Saint Germain du Val.
Lemire komponierte Märsche, Walzer, Polkas und Tänze.

## Werke
- Rubis sur l'ongle, Formationstanz (Paris 1906)
- Solo für Flöte (Lyon 1905)
- Erimel (Lyon 1905)
- Le Bouvreuil (Paris 1907)

Orchesterwerke:
- Acante-Scottisch (Lyon 1903)
- Souvenir d'Alsace (Walzer, Lyon 1905)
- Colmar-Marsch (Lyon 1905)
- Riri-Polka